# سبيد إس. فراي
سبيد إس. فراي (بالإنجليزية: Speed S. Fry)‏ هو ضابط أمريكي، ولد في 9 سبتمبر 1817 في مقاطعة ميرسير في الولايات المتحدة، وتوفي في 1 أغسطس 1892 في لويفيل في الولايات المتحدة.